# Carry-Ann Tjong-Ayong
Carry-Ann Tjong-Ayong (Paramaribo, 10 de febrero de 1941) es una autora holandesa nativa de Surinam.
Tjong-Ayong nació en Paramaribo, es la tercera hija del cirujano y urólogo Frits Tjong-Ayong y Comvalius Paulina. En 1955 se mudó a los Países Bajos, donde se graduó en la Escuela Nacional Superior de Groningen. Luego estudió español en la Universidad de Groningen. Después se mudó a Utrecht, donde obtuvo un doctorado en Pedagogía Clínica en la Universidad de Utrecht. Se casó con el diseñador gráfico Wim Verboven. La pareja tiene dos hijos, Isabel y Chris.
Tjong-Ayong es conocida por ser una activista en la sociedad y la política. De 1990 a 2001 formó parte de la facción Verde parte de la Diputación de Utrecht y la ciudad de Utrecht. 
Fue presidente del comité municipal y Finanzas y de Asuntos Generales de la concesión de seguridad de Utrecht.
En el 2000 ganó el Premio Zami en el Festival de Magia de la Mujer Negra con su poema "La Lavandera", un primer premio compartido, junto con el poeta de Surinam Celestino Raalte. En el 2002 debutó como poeta, con el mismo paquete, que Surinam desde los recuerdos de la infancia de los años cuarenta pinturas.
Como resultado de un accidente cerebrovascular en noviembre del 2000  Tjong-Ayong sufre de parálisis del lado izquierdo. Ella es ahora menos activa socialmente, pero su creatividad se ha incrementado. Ella escribe obras de teatro tales como "La Reina de Paramaribo", en colaboración con la escritora Celestine Raaltelas. En 2003 y 2004 estuvo involucrada en la creación de una guardería en el pueblo de Maroon Masiakriki del Alto Surinam. Con este fin, viajó con la silla de ruedas y tiene una canoa en el interior de Surinam. En el 2006 se inició el foro de teatro basado en proyectos en el país para el VIH / SIDA. En la actualidad hay grupos en Masiakriki y Semoisi.
En el 2002 se la nombró Caballero de la Orden de Oranje Nassau y en el mismo año recibió el Premio Gaanman Gazon Matodja. En los años 80, recibió un premio de los sandinistas para proyectos en la ciudad de León .